# Paperi T

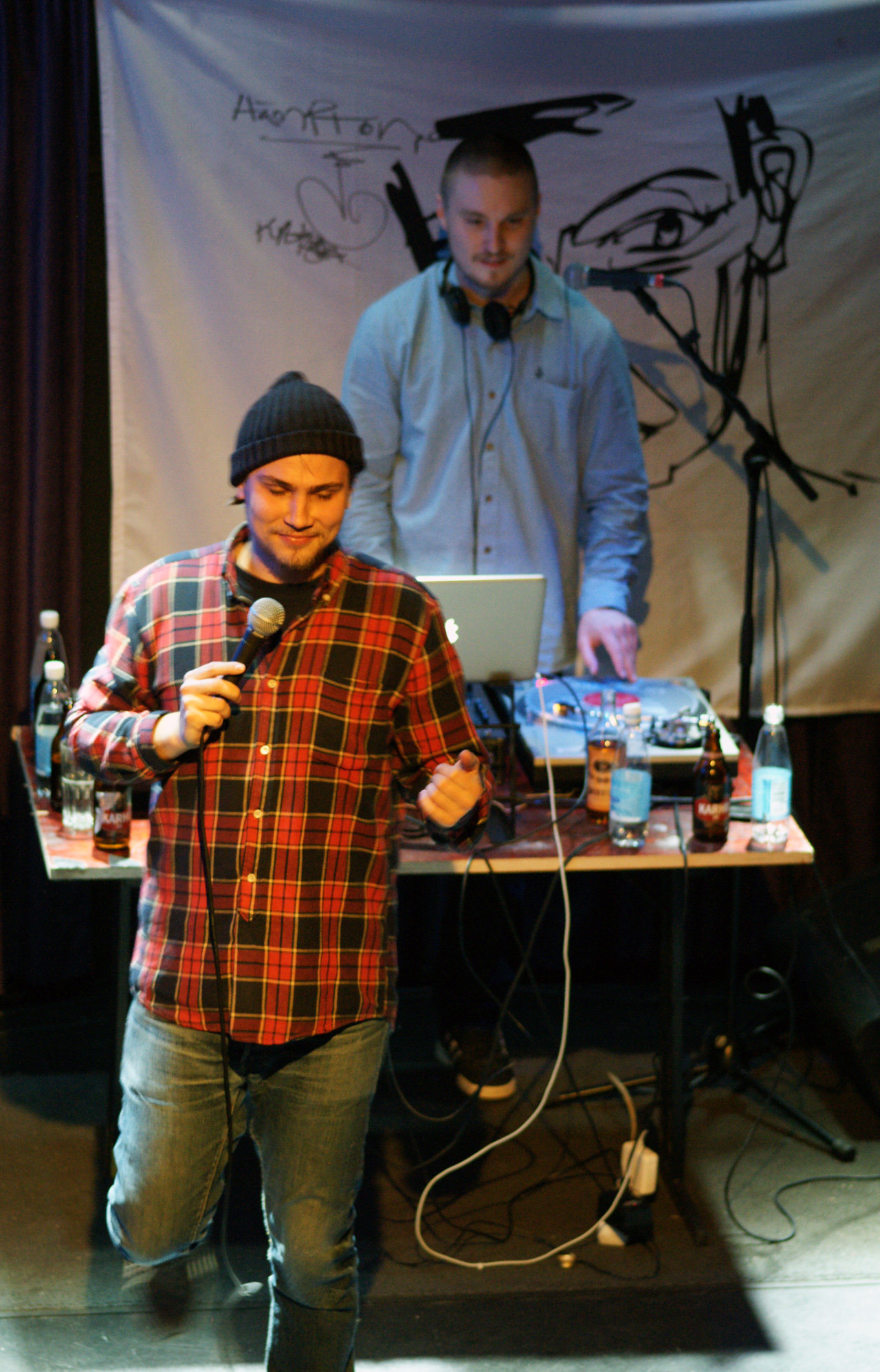
Paperi T (vorne) (2012)

Paperi T (* 26. Februar 1986 in Porvoo; bürgerlich Henri Pulkkinen) ist ein finnischer Rapper und seit 2017 auch Musikdirektor.

## Karriere
Er begann seine Karriere mit der dreiköpfigen Rap-Gruppe Ruger Hauer, die von 2008 bis 2016 existierte und kommerzielle Erfolge feiern konnte.
Ab 2015 begann Paperi T seine Solokarriere und veröffentlichte sein erstes Studioalbum Malarian pelko und 2018 sein zweites Album Kaikki on hyvin. Beide Alben wurden in Finnland ein großer Erfolg und erreichten Platz 1 der finnischen Charts.
Seit 2017 ist er außerdem Musikdirektor für den Radiosender Radio Helsinki.

## Diskografie

### Alben
| Jahr | Titel                    | Höchstplatzierung, Gesamtwochen, AuszeichnungChartsChartplatzierungen (Jahr, Titel, Platzierungen, Wochen, Auszeichnungen, Anmerkungen) | Anmerkungen                                  |
| Jahr | Titel                    | FI | Anmerkungen                                  |
| ---- | ------------------------ | --- | -------------------------------------------- |
| 2015 | Malarian pelko           | FI1 (41 Wo.)FI | Erstveröffentlichung: 17. April 2015         |
| 2018 | Kaikki on hyvin          | FI1 (21 Wo.)FI | Erstveröffentlichung: 15. Juni 2018          |
| 2020 | HBD Rip                  | FI2 (4 Wo.)FI | Erstveröffentlichung: 20. März 2020 mit Khid |
| 2023 | Joka päiva jotain katoaa | FI2 (21 Wo.)FI | Erstveröffentlichung: 19. Mai 2023           |

### Singles
| Jahr | Titel Album                                         | Höchstplatzierung, Gesamtwochen, AuszeichnungChartsChartplatzierungen (Jahr, Titel, Album, Platzierungen, Wochen, Auszeichnungen, Anmerkungen) | Anmerkungen                                                        |
| Jahr | Titel Album                                         | FI | Anmerkungen                                                        |
| ---- | --------------------------------------------------- | --- | ------------------------------------------------------------------ |
| 2018 | Kaikki on hyvin                                     | FI10 (2 Wo.)FI | Erstveröffentlichung: 6. April 2018                                |
| 2018 | Paniikki Kaikki on hyvin                            | FI14 (1 Wo.)FI | Erstveröffentlichung: 24. Mai 2018 feat. Chisu                     |
| 2019 | Jeesei Volume                                       | FI3 (6 Wo.)FI | Erstveröffentlichung: 13. Dezember 2019 mit Gettomasa & Lauri Haav |
| 2023 | Muuttolinnut, rantahiekkaa Joka päiva jotain katoaa | FI24 (2 Wo.)FI | Erstveröffentlichung: 20. April 2023 feat. Pariisin Kevät          |

Gastbeiträge

| Jahr | Titel Album         | Höchstplatzierung, Gesamtwochen, AuszeichnungChartsChartplatzierungen (Jahr, Titel, Album, Platzierungen, Wochen, Auszeichnungen, Anmerkungen) | Anmerkungen                                                                                         |
| Jahr | Titel Album         | FI | Anmerkungen                                                                                         |
| ---- | ------------------- | --- | --------------------------------------------------------------------------------------------------- |
| 2016 | Oo se kun oot Sanni | FI1 (6 Wo.)FI | Erstveröffentlichung: 14. September 2016 Sanni feat. Paperi T                                       |
| 2022 | Mun tapa pelata     | FI16 (1 Wo.)FI | Erstveröffentlichung: 1. Juli 2022 JVG feat. Gasellit, Gracias, Juno, Kube, Paperi T, Stepa & Särre |